# Amarcolitanus
Amarcolitanus ist der Name eines gallischen (Heil-)Gottes, der nach der Interpretatio Romana mit Apollon gleichgesetzt wird. Amarcolitanus könnte „dessen Blick weit ist“, „der Weithinschauende“, bedeuten.
Auf einer Weiheinschrift aus Branges im Gebiet der Haeduer, römische Provinz Lugudunensis, ist sein Name genannt. Er wird auch auf Inschriften in Monthelon (Saône-et-Loire) und Horbourg-Wihr (Département Haut-Rhin) mit den keltischen Heilgöttern Grannus und Mogon (Granus Mogounus Amarcolitanus) in Verbindung gebracht, was auch in ihm einen Heilgott vermuten lässt.